# Max Manus
|  | For filmen af samme navn, se Max Manus (film) |
Maximo Guillermo Manus (9. december 1914 i Bergen – 20. september 1996 i Oslo), kendt under navnet Max Manus, var en norsk modstandsmand under 2. verdenskrig. Han var blandt andet løjtnant i Kompani Linge. Manus var også livvagt ved kong Haakon 7.'s tilbagekomst efter krigen.

## Sabotageaktioner
Til de mest kendte aktioner, Max Manus var med til at udføre, hører:
- Sprængning af flere skibe på Oslo havn, 'Operasjon Mardonius' (april 1943).
- Sprængning af troppeskibet MS «Monte Rosa», som blev skadet (juni 1944).
- Sprængning og sænking af troppetransportskibet (tidligere også brugt til transport af norske jøder til udryddelseslejre i Tyskland) DS «Donau» (januar 1945).
- Sprængning og ødelæggelse af kontorer, sammen med blandt andre Gunnar Sønsteby.

Kontorerne indeholdt arkiver, som kunne have forårsaget rekruttering af titusindvis af unge norske mænd til tysk krigstjeneste gennem den berygtede Arbeidstjenesten.